# Bălțești
Bălțești község és falu Prahova megyében, Munténiában, Romániában. A hozzá tartozó települések: Izești és Podenii Vechi.

## Fekvése
A megye keleti részén található, a megyeszékhelytől, Ploieștitől, huszonhat kilométerre északkeletre, a Sărăţel és az Oghiza patakok mentén.

## Története
Első írásos említése 1581-ből való.
A 19. században Izești faluval külön községet alkottak, melyet 1898-ban megszüntettek és Podenii Vechi-hez csatolták őket. Így a század végén, az akkori községközpont neve után, Podenii Vechi községen belül Prahova megye Podgoria járásához tartozott, ez a község ekkoriban Bălteni, Izești valamint Podenii Vechi falvakból állt, 2185 lakossal.
1925-ös évkönyv szerint, Podenii Vechi község lakossága 2640 fő volt és ez volt Podgoria járás központja.
1931-ben Bălțești és Izești falvak különváltak Podenii Vechi községből, és ismét létrehozták Bălțești községet.
1950-ben közigazgatási átszervezés alapján, mindkét község a Prahova-i régió Teleajen rajonjához került, majd 1952-ben a Ploiești régióhoz csatolták őket.
1968-ban ismét megyerendszert vezettek be az országban, Bălțești község az újból létrehozott Prahova megye része lett. Podenii Vechi községet ekkor szüntették meg és Bălțești-hez csatolták.

## Lakossága
| Nemzetiségek | 2002 | 2002   |
| ------------ | ---- | ------ |
| Románok      | 3228 | 89,59% |
| Romák        | 374  | 10,38% |
| Németek      | 1    | 0,02%  |
| Összesen     | 3603 | 100,0% |